# Samstagskind
Der Begriff Samstagskind oder auch Sonnabendskind bezeichnet ursprünglich eine Figur der europäischen Folklore, die aber seit langem aus der westeuropäischen Volksüberlieferung verschwunden und durch das Sonntagskind ersetzt worden ist.
Samstagskinder waren an einem Samstag – häufig an einem im Volksglauben als magisch oder glücksbringend betrachteten Samstag, etwa in den Quatemberwochen oder während der Rauhnächte zur Jahreswende – geboren und konnten ursprünglich wiederkehrende Tote, Geister und Dämonen sehen und sie bekämpfen bzw. vernichten.

## Geschichte
Seit dem 7. bzw. 8. Jahrhundert erfolgte eine schärfere Abgrenzung gegenüber den jüdischen Traditionen, wodurch auch der Samstag, der mit dem jüdischen Sabbat zusammenfiel, zunehmend durch den Sonntag als geheiligter Tag ersetzt wurde. Die endgültige und verbindliche Festsetzung des geheiligten Tages erfolgte durch das Konzil von Arles im Jahre 1260. Im Gefolge dieser Entwicklung wurden die Eigenschaften (etwa als Geisterseher und -jäger), die den an einem Samstag geborenen Kindern zugeschrieben wurden, allmählich auf die am "Tag des Herrn" geborenen Menschen übertragen. Wann dieser Übertragungsprozess abgeschlossen war, ist nicht bekannt.
Immerhin ließen sich in einigen entlegenen Gebieten Deutschlands noch zu Beginn des 20. Jahrhunderts Spuren des Glaubens an die besonderen Eigenschaften eines Samstagskindes nachweisen, so etwa in Oberfranken, wo man sagte, dass an einem Samstag während der Rauhnächte oder an einem Quatembersamstag geborenes Kind mehr hören und sehen könne als andere Menschen. Ähnliches wird auch aus der Eifel und den benachbarten belgischen Ardennen berichtet, wo die an einem Quatembersamstag oder an einem Samstag während der Rauhnächte Geborenen den Tod anderer Menschen in spukhaften Visionen voraussehen konnten oder die gerade erst Verstorbenen auf dem Rücken an ihr künftiges Grab schleppen mussten. Um 1910 praktizierte im nordwalisischen Betws-y-Coed ein Wunderdoktor, von Beruf Schäfer, der sich als „Sabbatarian“ bezeichnete und dem die Bauern der Gegend aufgrund seines Geburtsdatums besondere Heilkräfte zuschrieben.

## Volksglaube
Menschen, die am richtigen Tag, aber zur falschen Stunde zur Welt gekommen waren, wurden als potentiell gefährlich angesehen: In den Ardennen glaubte man, dass ein Knabe, der in der Nacht zwischen einem magischen Samstag und dem Sonntag geboren wurde, im späteren Leben dazu verdammt sei, den Menschen zu schaden oder sogar als Werwolf umzugehen, während die Mädchen zu Hexen oder Nachtmahrten wurden. Dieser Glaube war auch in Pommern verbreitet. Die unglückliche bzw. unheilbringende Geburt zur Nachtstunde wurde besonders während der Rauhnächte gefürchtet.
Ein in verschiedenen Teilen Westeuropas bis nach Schottland verbreiteter Volksglaube besagte, dass Samstagskinder faul und dumm seien, allen möglichen Lastern frönten und früh stürben. Bei der Brautschau wurde ein Samstagskind oft als wenig begehrenswert angesehen. Eine am Samstag geborene Ehefrau galt in Südwestdeutschland als verschwenderisch, der Mann als unverbesserlicher Säufer. Diese Zuschreibung von negativen Eigenschaften scheint auf die durch die katholische Kirche erfolgte Umdeutung des Samstags zu Gunsten des Sonntags zurückzuführen sein. Hiermit hängt wohl auch die Tatsache zusammen, dass in weiten Teilen Europas in früheren Zeiten am Samstag nicht geheiratet werden sollte, weil der Tag Unglück brachte.
Im Einflussbereich der orthodoxen Kirchen hat sich der Begriff Samstagskind für einen derartig begabten Menschen erhalten. So heißt ein Mensch, der Vampire aufspüren und töten kann, in Serbien "subatnik" und in Griechenland "sabbatanios". Beide Bezeichnungen verraten noch das hebräische Wort "sabbat". Die genannten Figuren sind verwandt mit dem "kresnik" der kroatischen Volksüberlieferung. Sie gelten als geistersichtig und können mit der Kraft ihrer Aura oder mit Hilfe ihrer Körperausscheidungen (Speichel, Urin) schädigende Wiedergänger zu bannen und zu vernichten. Wenn ein Dorf von einem Vampir heimgesucht wurde, holte man einen "subatnik", der dann ein Pferd – vornehmlich einen Schimmel – über den Friedhof führte. Wenn das Tier scheute oder sich weigerte, weiter zu gehen, war das Grab des Untoten entdeckt, und der "subatnik" durchbohrte den Körper mit einem Pfahl oder urinierte auf das Erdreich über dem verdächtigen Leichnam, worauf dieser der Überlieferung nach sofort zu Staub zerfiel.
Zwar waren die serbischen, bulgarischen und griechischen Samstagskinder vor den Angriffen durch Wiedergänger geschützt, doch rächten sich die Vampire häufig dadurch, dass sie die Familie des Geisterjägers schädigten oder deren Besitz vernichteten, um sie auf diese Weise in den Wahnsinn zu treiben. Solche Geschichten, die an das Schicksal des biblischen Ijob erinnern, wurden mehrfach auch Gegenstand von Volksballaden. Die Gabe, Vampire sehen und vernichten zu können, wurde daher von den Menschen gefürchtet, und so versuchten die Mütter von Samstagskindern, ihren Nachwuchs zu schützen, indem sie nichts von dem verhängnisvollen Geburtstermin verrieten. Wenn in der Nacht zum dreizehnten oder vierzehnten Geburtstag die anderen Samstagskinder vor dem Haus erschienen und das Geburtstagskind aufforderten, mit ihnen in den Kampf gegen die Unholde der Nacht zu ziehen, antwortete die Mutter, ihr Sohn sei verreist. Wenn die übrigen Samstagskinder wieder weggingen, hatte das Kind die unerwünschte Fähigkeit endgültig verloren. Nach M. Boskovic-Stulli war dieser Volksglauben noch vor einem halben Jahrhundert im früheren Jugoslawien verbreitet.